# Rayda Jacobs
Rayda Jacobs (Ciudad del Cabo, 6 de marzo de 1947-29 de octubre de 2024) fue una escritora y cineasta sudafricana. En su obra literaria y cinematográfica Jacobs problematiza la diversidad étnica y la situación cultural y social tras el apartheid en su país.

## Biografía
Nació en Diep River, Ciudad del Cabo, criada en una familia de tradición musulmana que tras la implementación del separatismo del apartheid fue desplazada forzadamente de su casa originaria. En tanto una parte de su contexto familiar era religiosa, la otra era más liberal y apegada al gusto por la cultura, especialmente la literatura y la música. Comenzó a escribir a una edad temprana. En 1968, se mudó a Toronto. Su primer libro The Middle Children, una colección de cuentos, se publicó en Canadá en 1994. Jacobs regresó a Sudáfrica al año siguiente. Su novela Eyes of the Sky, publicada en 1996, recibió el premio Herman Charles Bosman de ficción inglesa.
Escribió una serie de artículos destacados para el periódico Cape Times y condujo diversos programas de radio. También ha producido y dirigido documentales para televisión, incluidos God Has Many Names y Portrait of Muslim Women.

## Obras seleccionadas
- The Slave Book, novela (1998)[6][7]
- Sachs Street, novela (2001)
- Confessions of a Gambler, novela (2003)

## Premios y reconocimientos
- The Sunday Times Fiction Prize, 2003
- Herman Charles Bosman Prize, 2003